# Frida Uhl

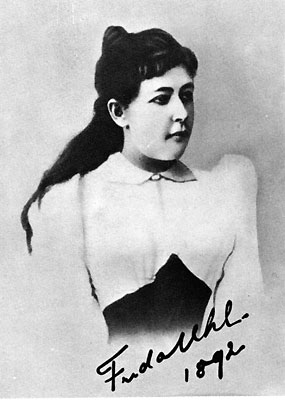
Frida Uhl år 1892.

Maria Friederike Cornelia "Frida" Uhl, född 4 april 1872 i Mondsee, Oberösterreich, död 28 juni 1943 i Salzburg, var en österrikisk författare, litteraturkritiker, översättare och dramaturg. Uhl var gift med August Strindberg åren 1893–1897.

## Biografi
Uhl var dotter till Friedrich Uhl, teaterkritiker, romanförfattare och chefredaktör för Wiener Zeitung, och Maria Uhl, en hängiven katolik. Frida Uhls farmor var dock judinna. Hon gick nio år på klosterskolor i Görz, Bad Reichenhall, London och Paris. De språkkunskaper hon på så sätt fick hade hon nytta av som översättare senare i livet.

### Relation med Strindberg
1892 flyttade hon till Berlin där hon arbetade som litteraturkorrespondent för Wiener Zeitung. Där blev hon i januari 1893 bekant med den 23 år äldre August Strindberg som hon gifte sig med redan den 2 maj samma år på Helgoland. I slutet av maj åkte paret till London, där Frida stannade kvar ensam och försökte få Strindbergs verk översatta och uppförda på teatrar, dock utan framgång. Av ekonomiska skäl bodde hon under deras äktenskap omväxlande på ett av föräldrarnas gods i Schloss Dornach i Saxen i Oberösterreich eller i ett närbeläget hus i Klam. Strindberg skrev och målade.
1894 föddes deras dotter Kerstin (Christine Kerstin Strindberg, född 26 maj 1894, död 30 april 1956). Den ekonomiska situationen hade nu blivit ohållbart och äktenskapet var redan i upplösning. 1894 lämnade Strindberg Dornach och flyttade till Paris. Hustrun kom efter i ett försök att reparera äktenskapet, men återvände i oktober till Dornach och dottern. De sågs inte därefter, och äktenskapet upplöstes i skilsmässa 1897.

### Senare relationer och verksamhet
Hon fick ett andra barn, Friedrich Strindberg, med den tyske författaren Frank Wedekind och innan skilsmässan från Strindberg var klar. Hennes föräldrar fick ta hand om barnen. Tillsammans med poeten Hanns Heinz Ewers grundade hon den första tyska kabarén 1900. Hon var nära bekant med flera medlemmar av den litterära gruppen Jung-Wien, såsom poeten Peter Altenberg och journalisten Karl Kraus.   
Med författaren Werner von Oestern hade hon ett särskilt stormigt förhållande, och hon hotade två gånger att skjuta honom med revolver. Detaljer från deras samliv blev offentliga då Frida Uhl stämde von Oestern. 1908 avfyrade hon ett skjutvapen på ett hotell i Wien på nyårsdagen. Det är inte klarlagt om hon försökte begå självmord. Hon hade tidigare skrivit flera självmordsbrev. Händelsen ledde till en stor skandal då prinsen Fugger-Babenhausen deltog i festligheterna på hotellet.

### Flytt till Amerika
Den 26 juni 1912 öppnade hon kabarén Cave of the Golden Calf i Londons Soho. Inredningen hade utförts av Wyndham Lewis och Jacob Epstein. Hon satte upp pjäser av August Strindberg, uppläsningar av verk av den italienske futuristen Filippo Tommaso Marinetti och lät uppföra melodramen Pierrot Lunaire av Arnold Schönberg. Klubben stängde då Frida Uhl helt plötsligt 1914 flyttade till USA. 
På andra sidan Atlanten fick hon anställning på filmbolaget Fox och skrev även filmmanus under pseudonymen Marie Eve. Efter första världskrigets utbrott flyttade hon till New York och skaffade sig inkomster bland annat genom att hålla föredrag om August Strindberg.

### Senare år
Senare återvände Uhl till Europa, år 1924 till Sverige. Hon var under de kommande åren tidvis bosatt i Berlin. 
1933–1934 lät Uhl – under författarnamnet Frida Strindberg – publicera verket Strindberg och hans andra hustru. Där skrev hon sin version av äktenskapet mellan henne och August Strindberg. Översättningen till svenska var av Karin Boye, som Frida Uhl samarbetade med i Berlin.
Frida Uhl avled 1943 i Salzburg, då del av Tyskland, till följd av svår bronkit.